# Gus Leonard
Pour les articles homonymes, voir Leonard.
Gus Leonard, de son vrai nom Amédée Théodore Gaston Lerond, né le 4 février 1859 à Marseille et mort le 27 mars 1939 à Los Angeles, est un acteur franco-américain. Il a joué dans près de 190 films entre 1916 et 1937.

## Filmographie partielle
- 1917 : The Big Idea
- 1917 : Step Lively
- 1917 : Bashful
- 1917 : Move On
- 1917 : We Never Sleep
- 1917 : All Aboard
- 1917 : The Flirt
- 1917 : Love, Laughs and Lather
- 1917 : Rainbow Island
- 1917 : L'Enlèvement (Bliss) d'Alfred J. Goulding
- 1917 : By the Sad Sea Waves
- 1917 : Lui... et les policemen (Pinched) de Gilbert Pratt et Harold Lloyd
- 1917 : Lonesome Luke Loses Patients
- 1917 : Over the Fence de Harold Lloyd et J. Farrell MacDonald
- 1917 : Lonesome Luke's Wild Women
- 1917 : Lonesome Luke, Mechanic
- 1917 : Lonesome Luke, Messenger
- 1917 : Stop! Luke! Listen!
- 1917 : Lonesome Luke, Plumber
- 1917 : Lonesome Luke on Tin Can Alley
- 1917 : Lonesome Luke's Lively Life
- 1917 : Luke Wins Ye Ladye Faire
- 1917 : Lonesome Luke, Lawyer
- 1917 : Luke's Trolley Troubles
- 1918 : No Place Like Jail
- 1918 : That's Him
- 1918 : An Ozark Romance
- 1918 : Passez muscade (Are Crooks Dishonest?) de Gilbert Pratt
- 1918 : Somewhere in Turkey
- 1918 : Sic 'Em, Towser
- 1918 : The City Slicker
- 1918 : Fireman Save My Child
- 1918 : Two-Gun Gussie
- 1918 : The Non-Stop Kid
- 1918 : Follow the Crowd
- 1918 : L'Hôtel du chahut-bahut (On the Jump) d'Alfred J. Goulding
- 1918 : Let's Go
- 1918 : Oui... mais Lui corsette mieux (Here Come the Girls) de Fred Hibbard
- 1918 : Pipe the Whiskers d'Alfred J. Goulding
- 1918 : It's a Wild Life de Gilbert Pratt
- 1918 : Look Pleasant, Please
- 1918 : Beat It
- 1918 : Hit Him Again
- 1918 : Lui au club mystérieux (The Lamb) de Gilbert Pratt et Harold Lloyd
- 1918 : The Tip
- 1919 : De la coupe aux lèvres
- 1919 : Amour et Poésie
- 1919 : His Only Father
- 1919 : Pay Your Dues
- 1919 : Count the Votes
- 1919 : Soft Money
- 1919 : Don't Shove
- 1919 : A Jazzed Honeymoon
- 1919 : At the Old Stage Door
- 1919 : Mon ami le voisin (Just Neighbors)
- 1919 : Coquin de printemps (Spring Fever) d'Hal Roach
- 1919 : Off the Trolley
- 1919 : Swat the Crook
- 1919 : Pistols for Breakfast
- 1919 : Un, deux, trois... partez ! (The Marathon) de Alfred J. Goulding
- 1919 : A Sammy In Siberia
- 1919 : Hoots Mon!
- 1919 : Une excursion mouvementée (Going! Going! Gone!) de Gilbert Pratt
- 1919 : Do You Love Your Wife?
- 1919 : His Royal Slyness
- 1920 : Commencement Day
- 1920 : Le Roi du bluff (Homer Comes Home) de Jerome Storm
- 1922 : Le Crime de Roger Sanders (Watch Your Step) de William Beaudine
- 1923 : Second Hand Love
- 1925 : Ma vache et moi
- 1926 : Exit Smiling de Sam Taylor
- 1926 : The Nickel-Hopper
- 1932 : Amitié (When a Fellow Needs a Friend), de Harry A. Pollard
- 1933 : Mush and Milk
- 1934 : La Fine Équipe (6 Day Bike Rider) de Lloyd Bacon
- 1935 : Teacher's Beau
- 1936 : The Lucky Corner
- 1936 : The Petrified Forest